# Biserica romano-catolică din Mehadia

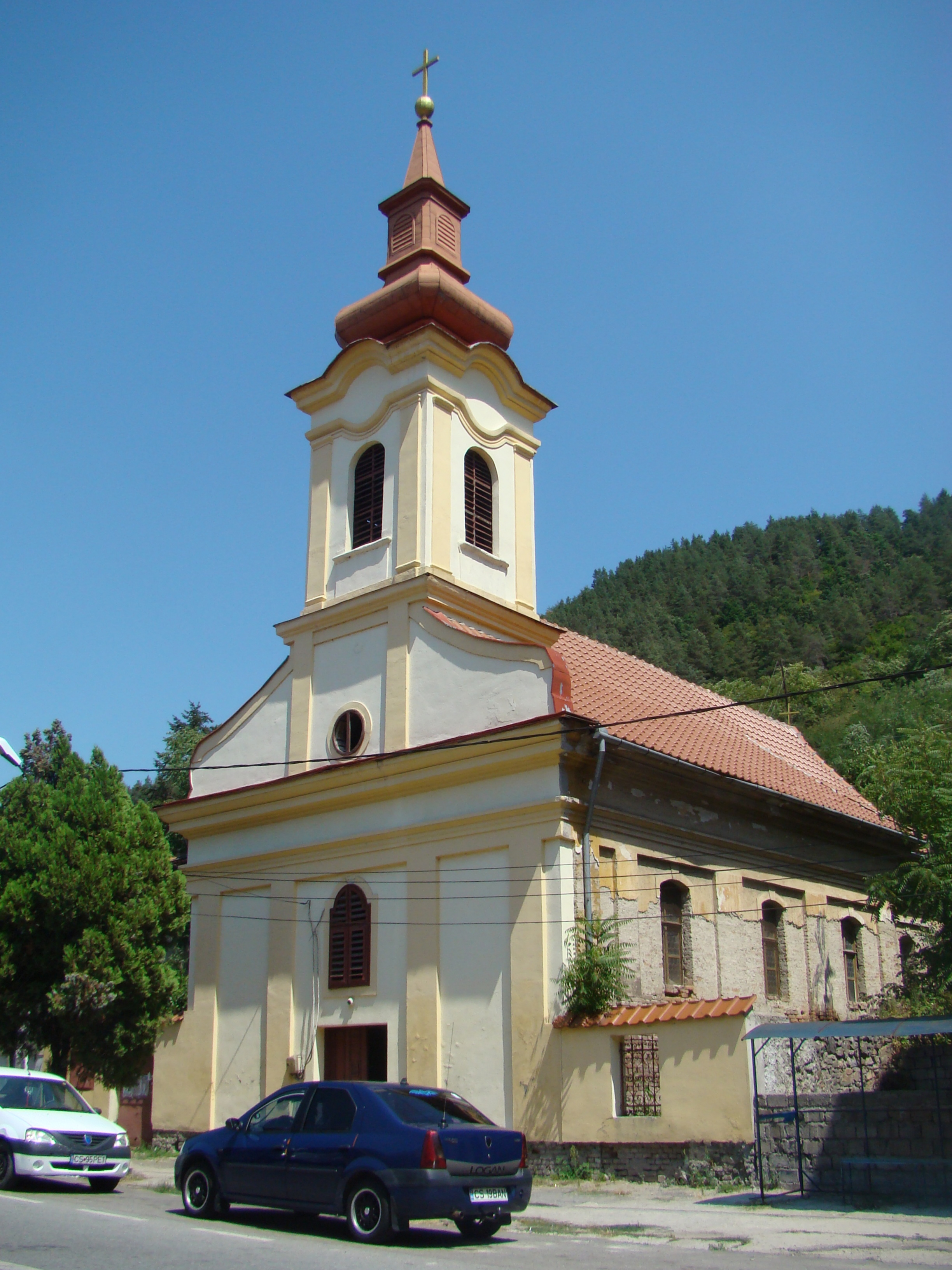
Biserica romano-catolică din Mehadia (august 2015)

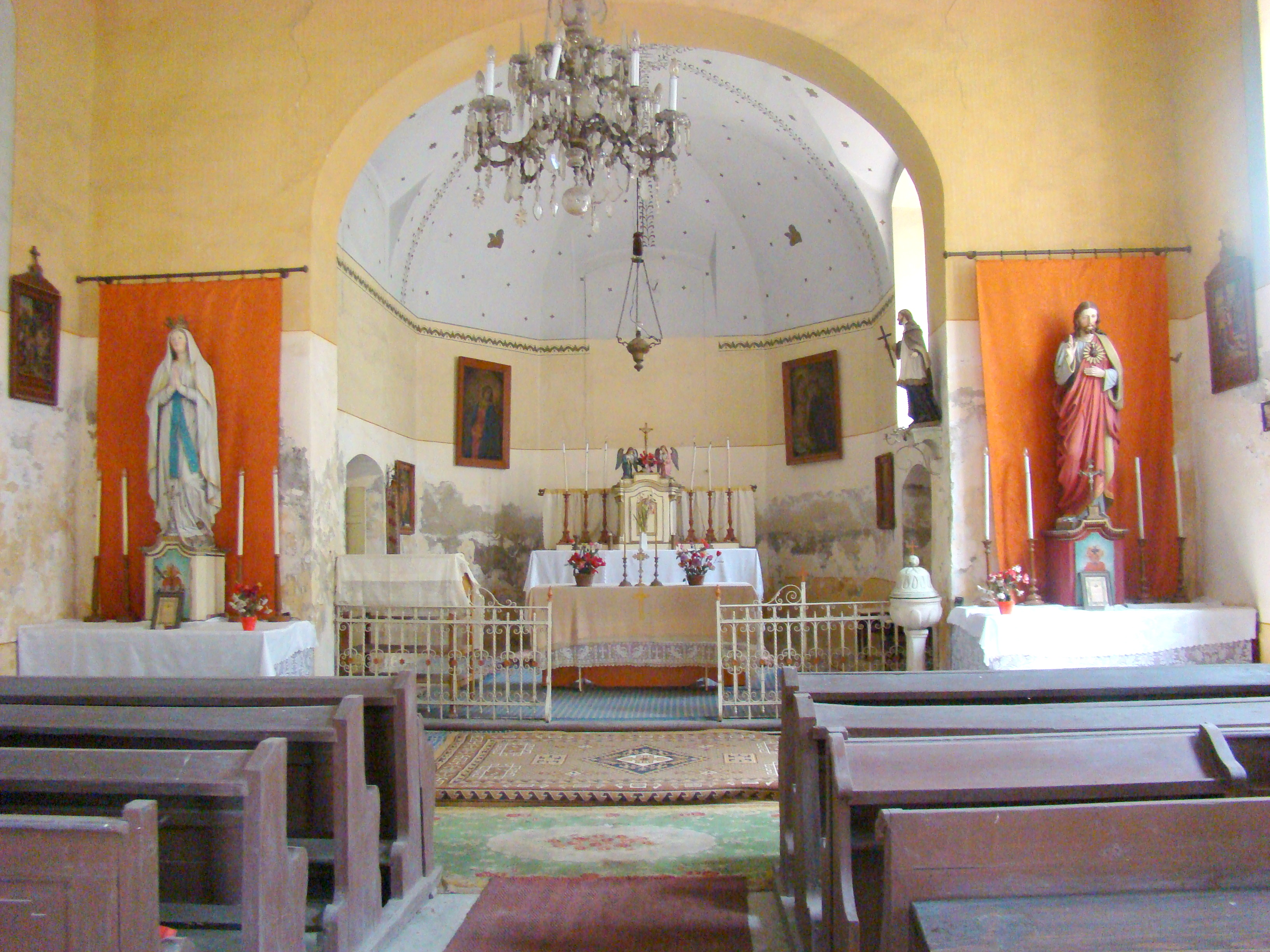
Nava spre altar

Biserica romano-catolică din Mehadia este un lăcaș de cult aflat pe teritoriul satului Mehadia, comuna Mehadia, județul Caraș-Severin. Are hramul „Toți Sfinții”. A fost construită în stil baroc între 1740-1745.

## Localitatea
Mehadia este satul de reședință al comunei cu același nume din județul Caraș-Severin, Banat, România. Prima mențiune documentară este din anul 1278 cu denumirea poss. Myhad.

## Biserica
Populația romano-catolică a fost mai întâi sub oblăduirea minoriților din Orșova. Din 1740 a fost înființată o parohie independent și a fost primită îngăduința de a se ridica o biserică cu hramul „Toți sfinții”. În arhivele vieneze s-au păstrat planurile care arată aspectul și înălțimea bisericii catolice din Mehadia concepute de meșterul constructor Johann Michael Dobler. Potrivit detaliilor din plan, unele fisuri au fost corectate în august 1756 de către meșterul Wolfgang din Timișoara.
Ultimele lucrări majore de reparații au avut loc în anul 2007.

## Vezi și
- Mehadia, Caraș-Severin

## Imagini

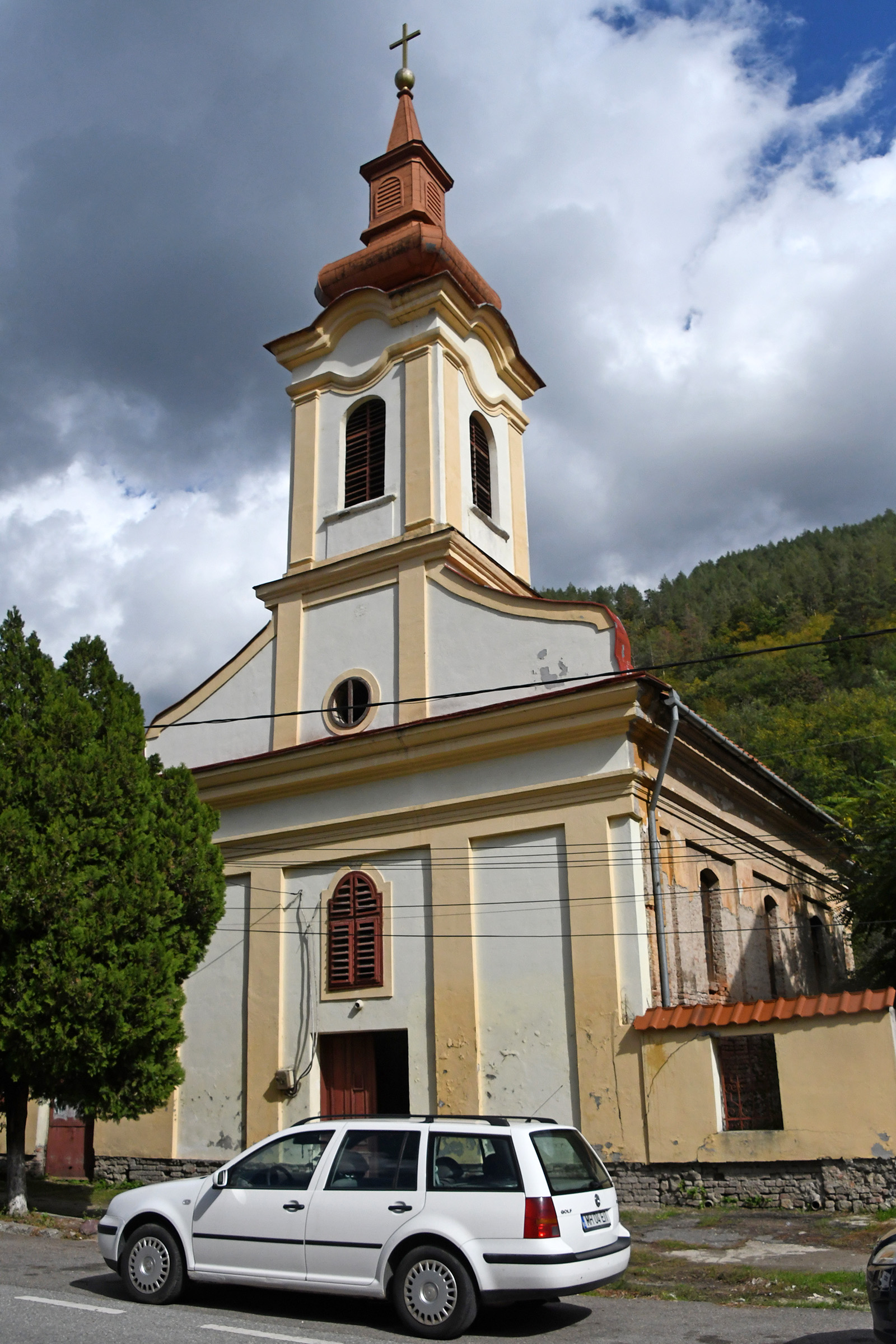
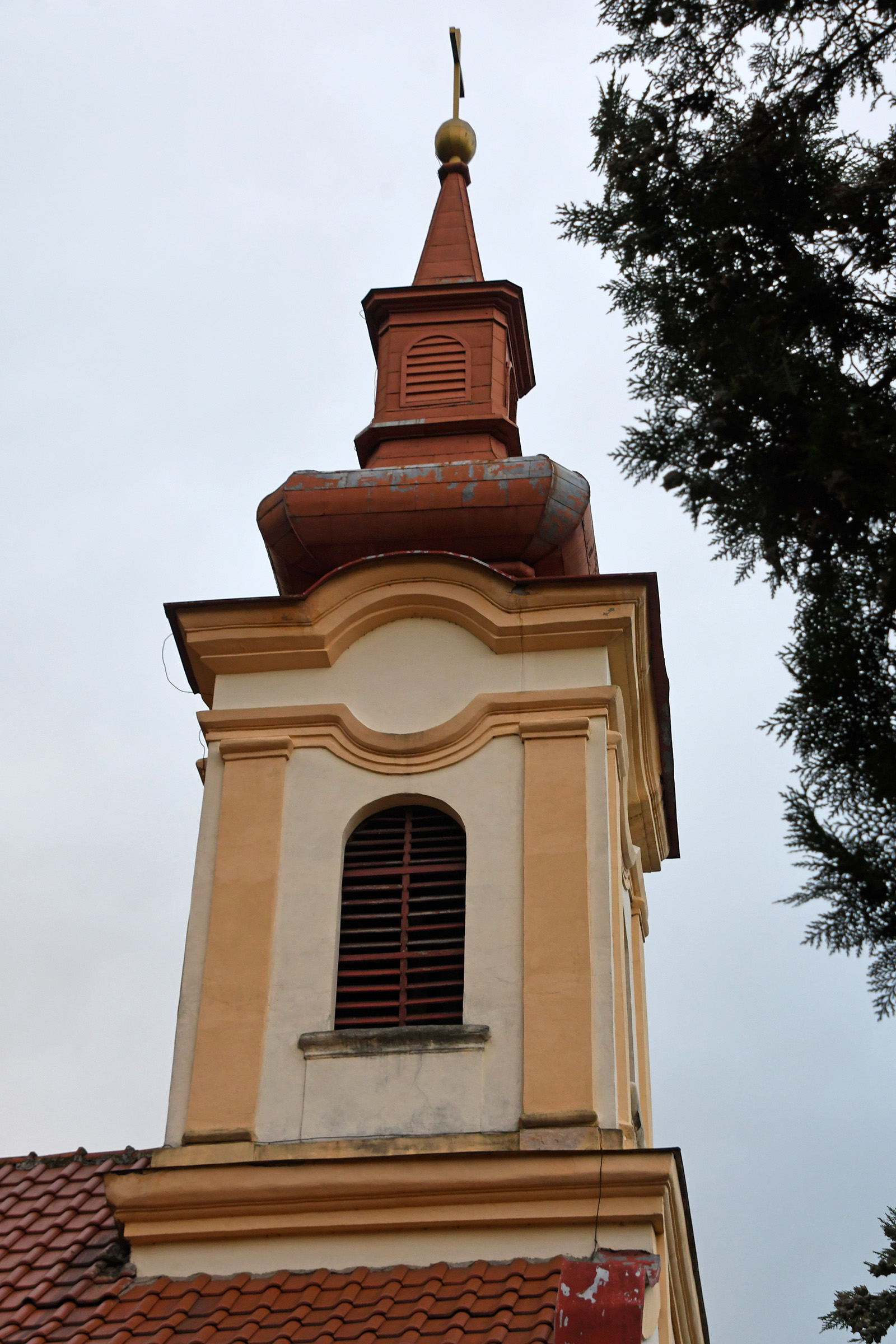
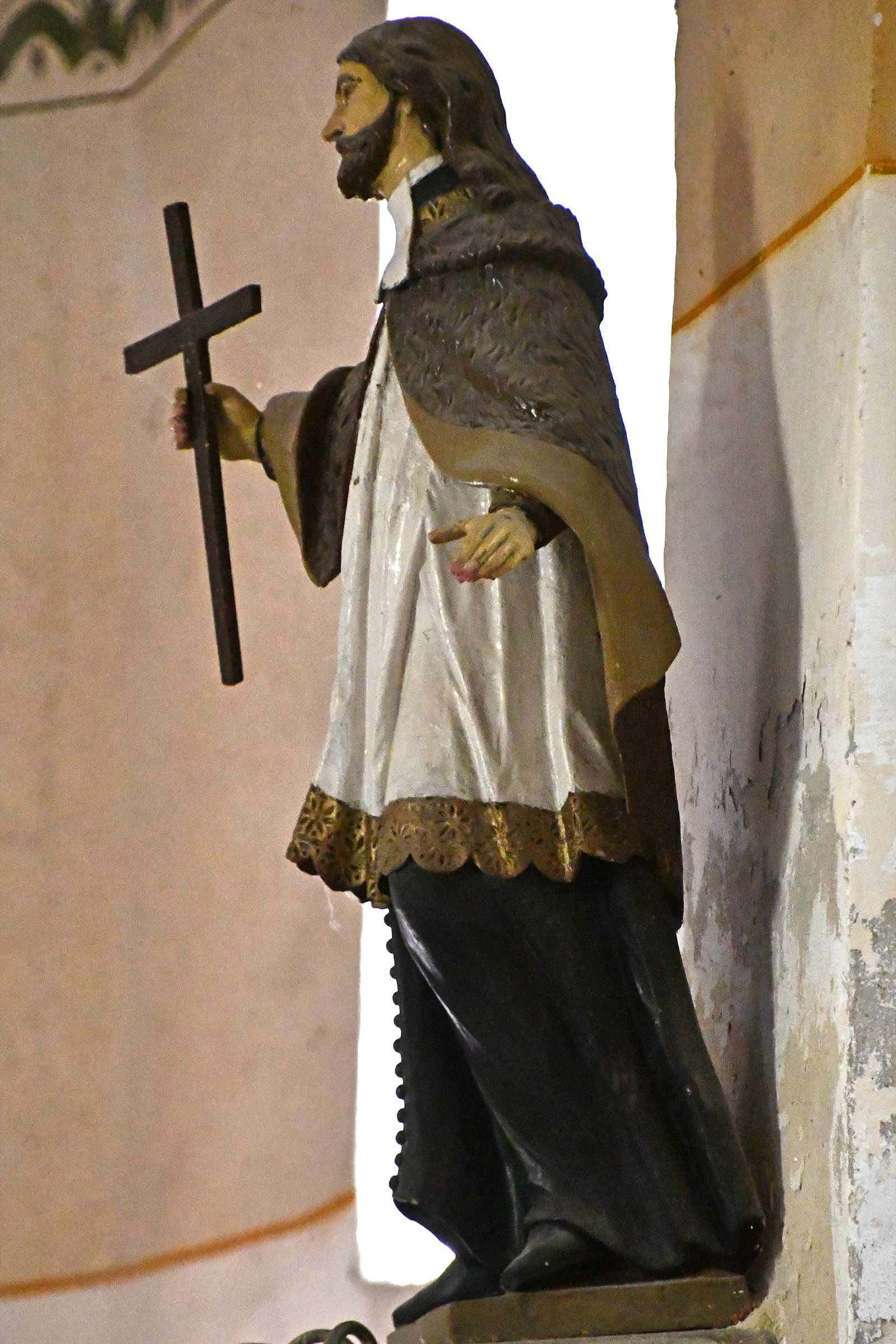
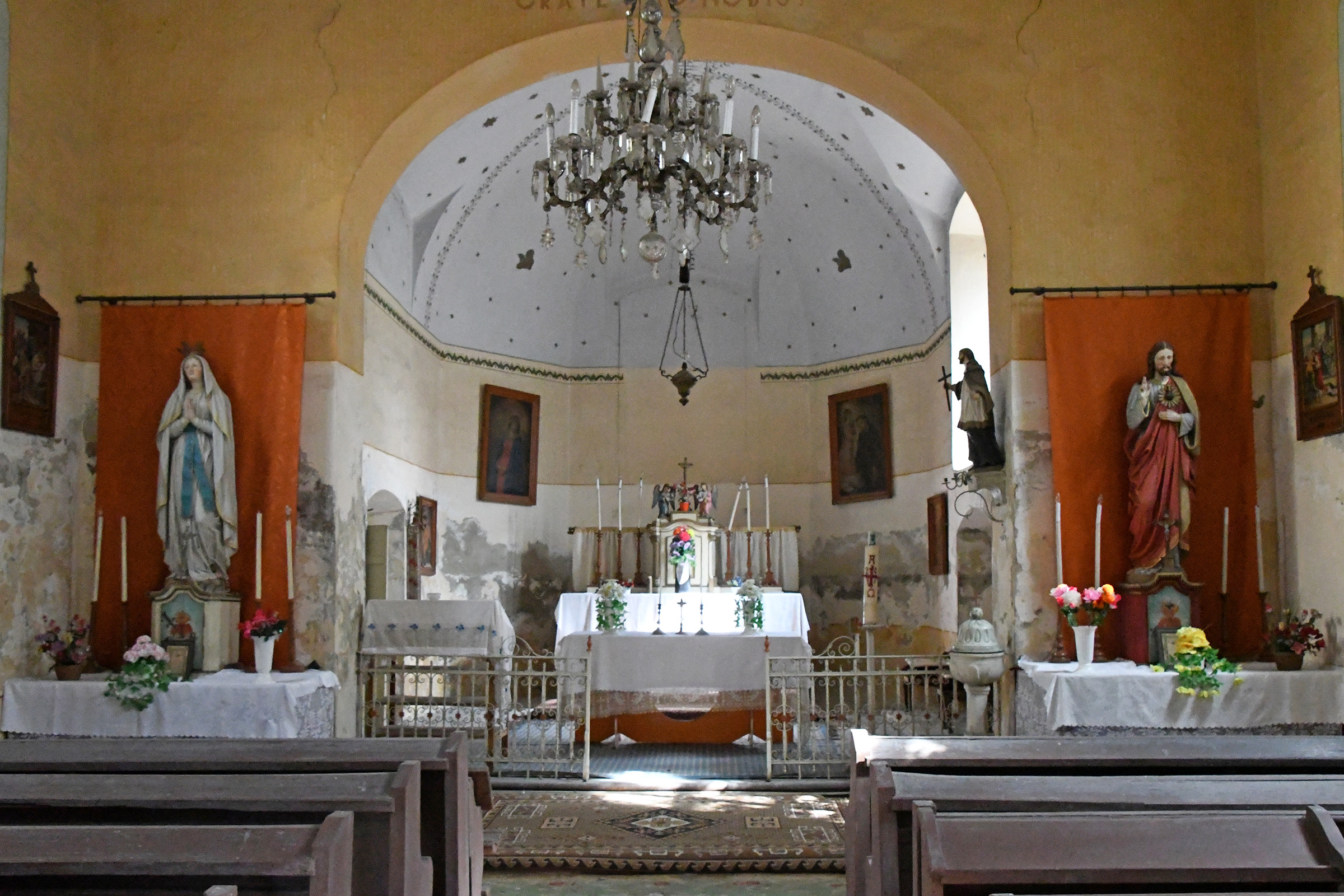
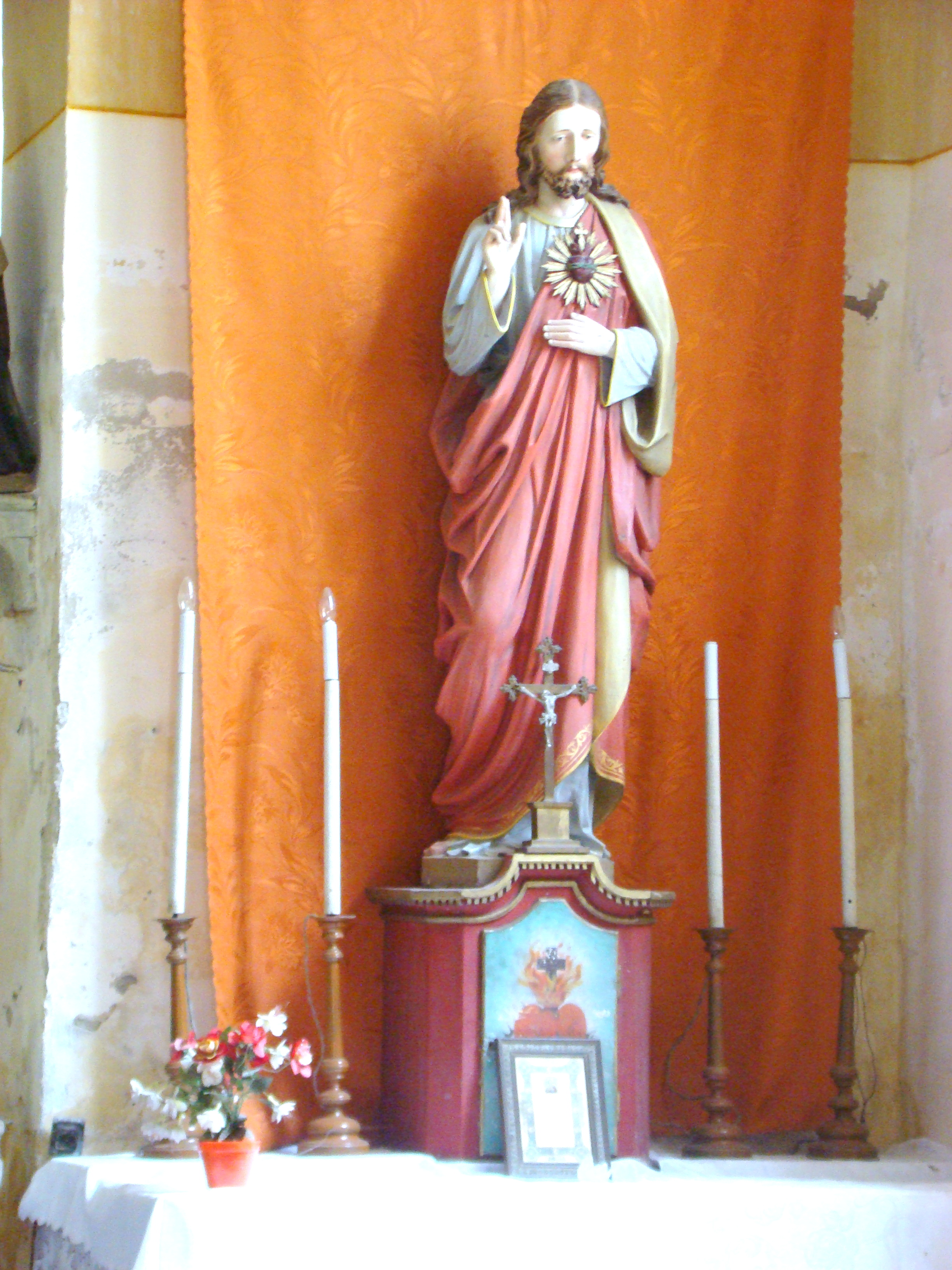
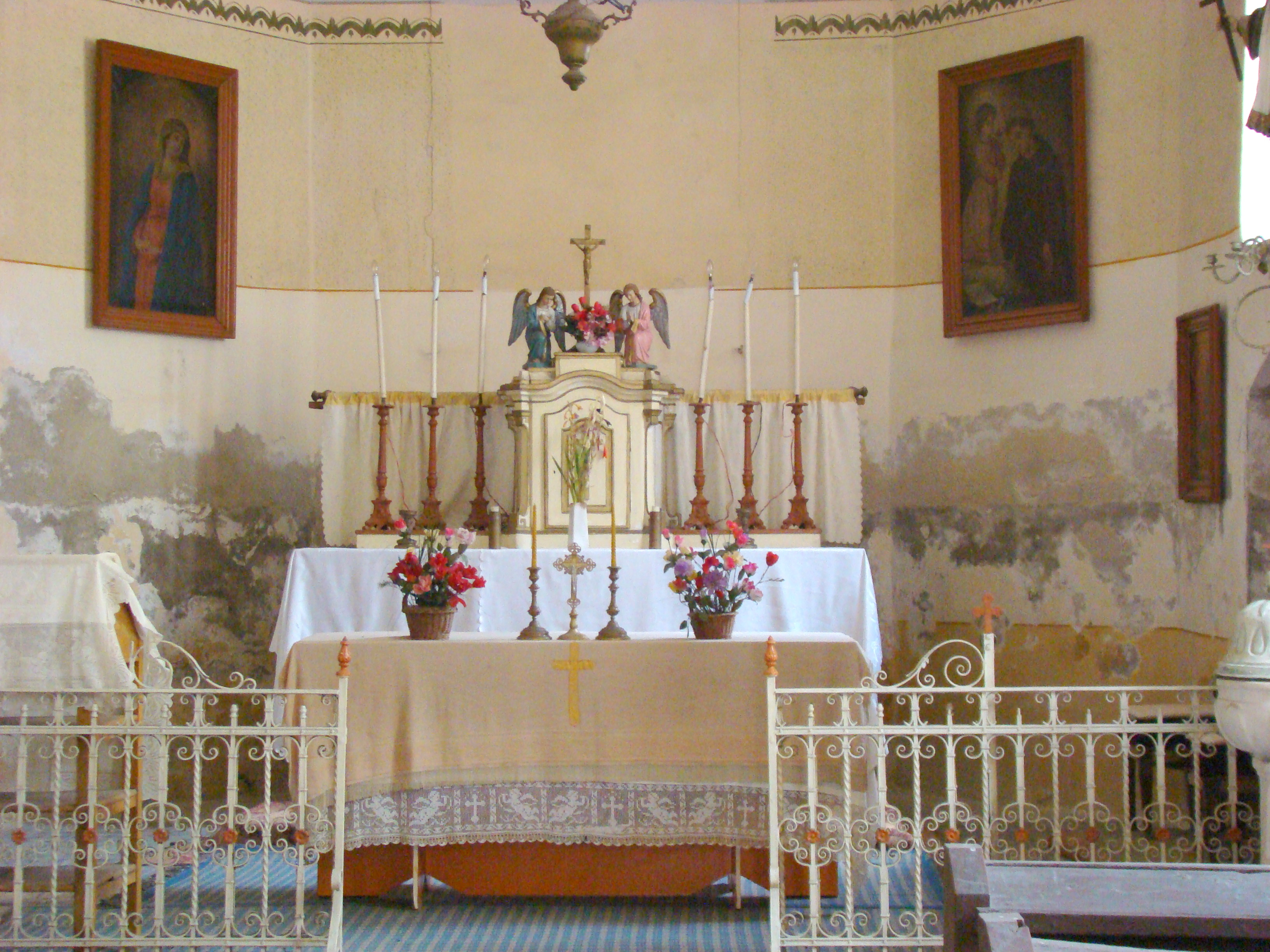
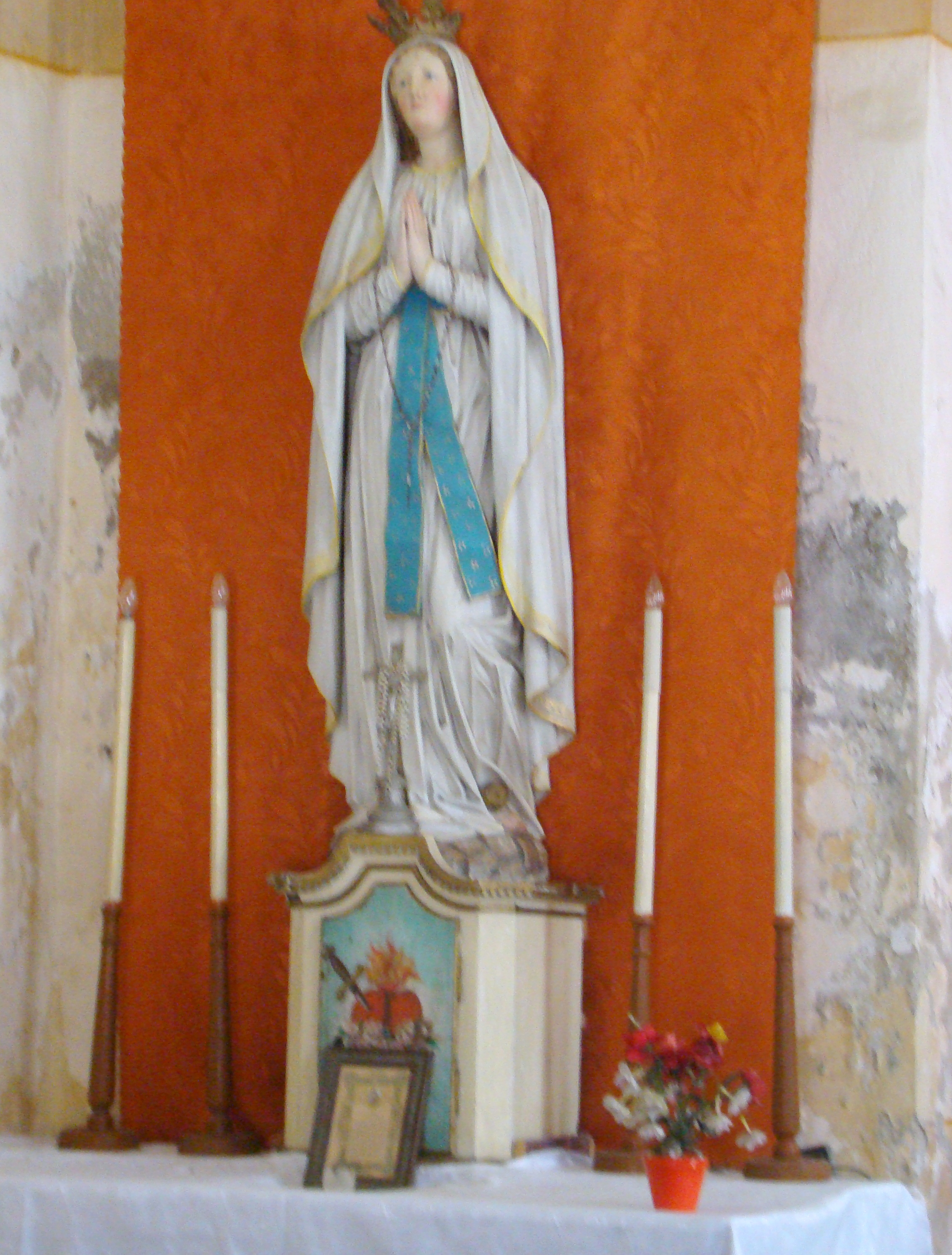
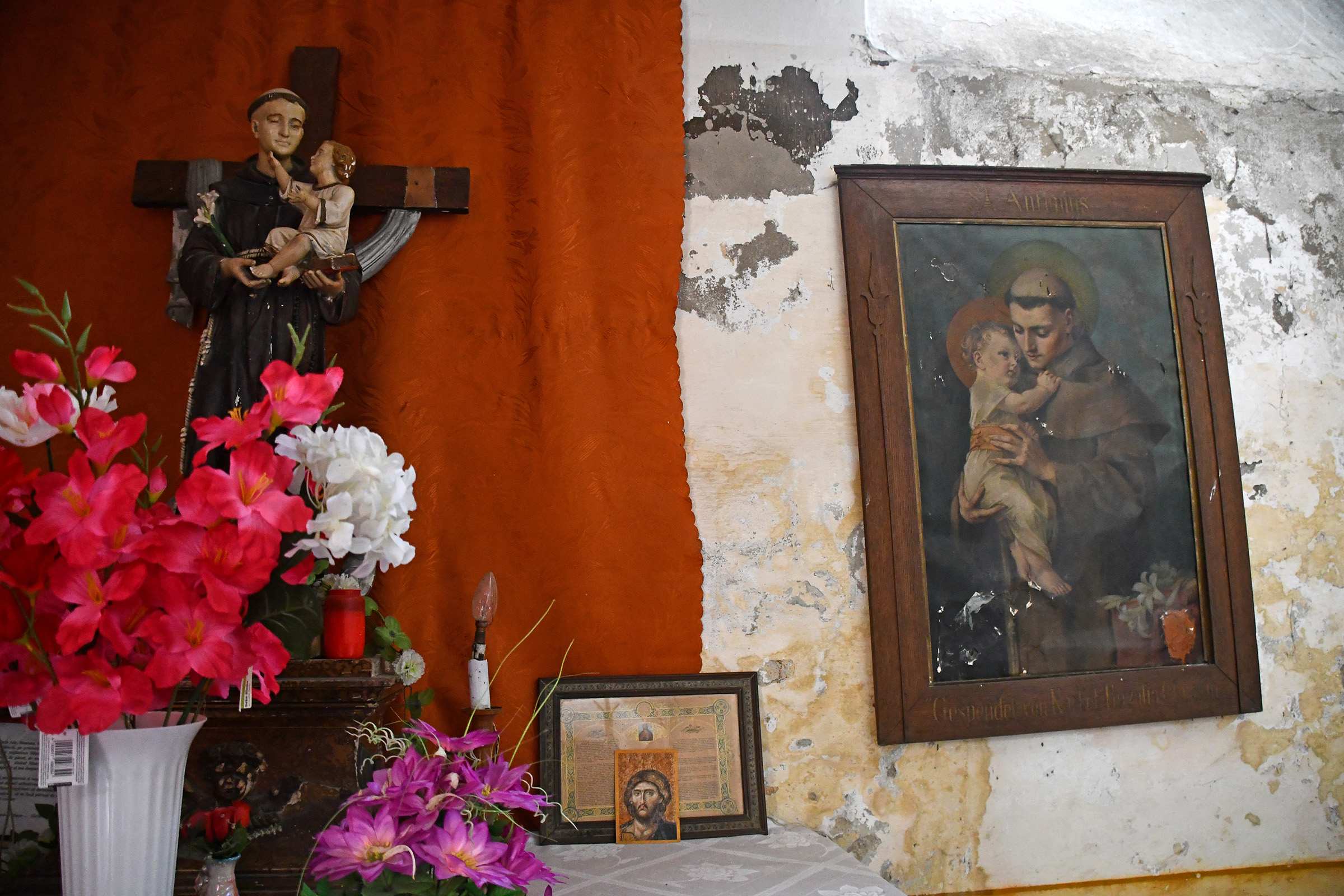
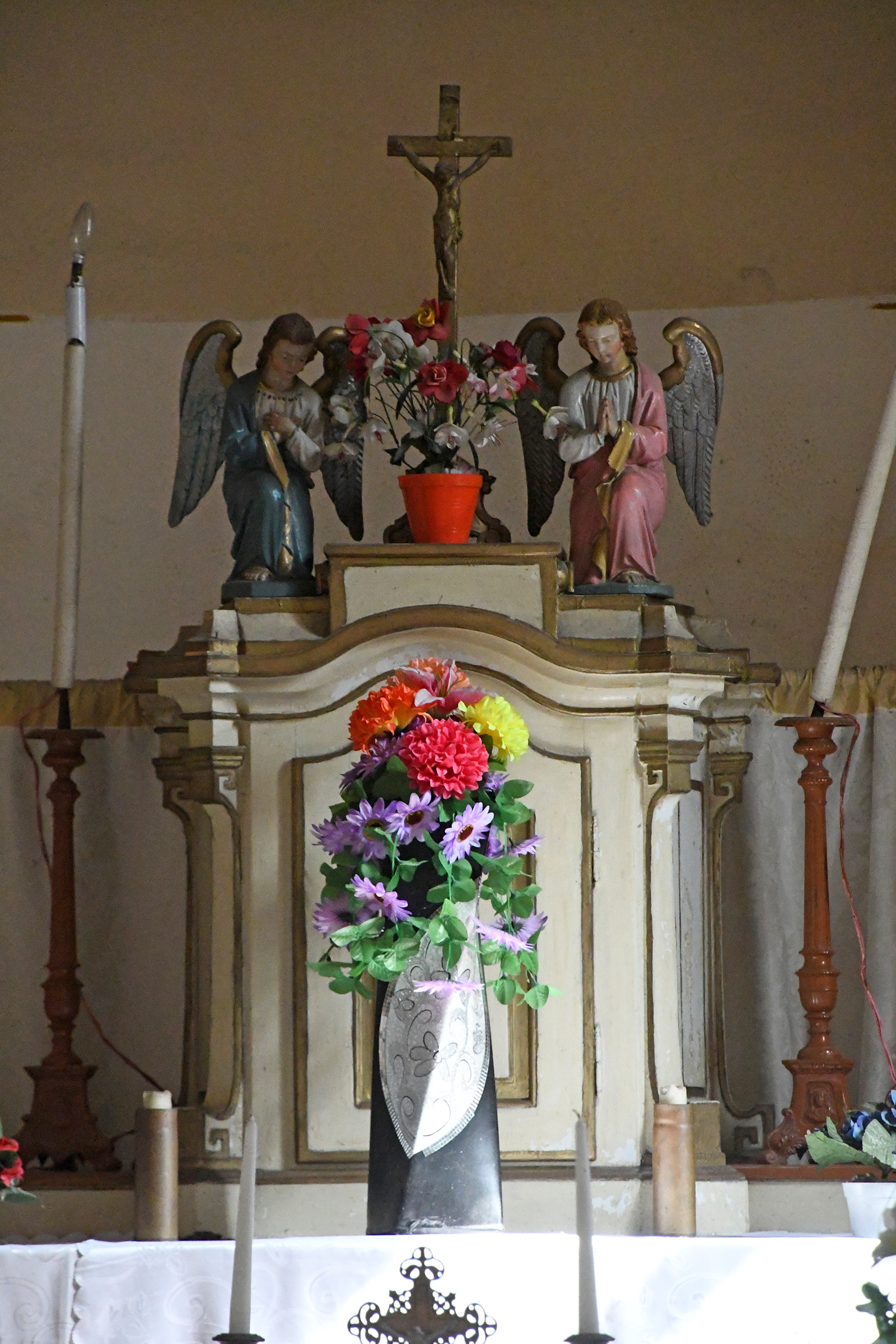
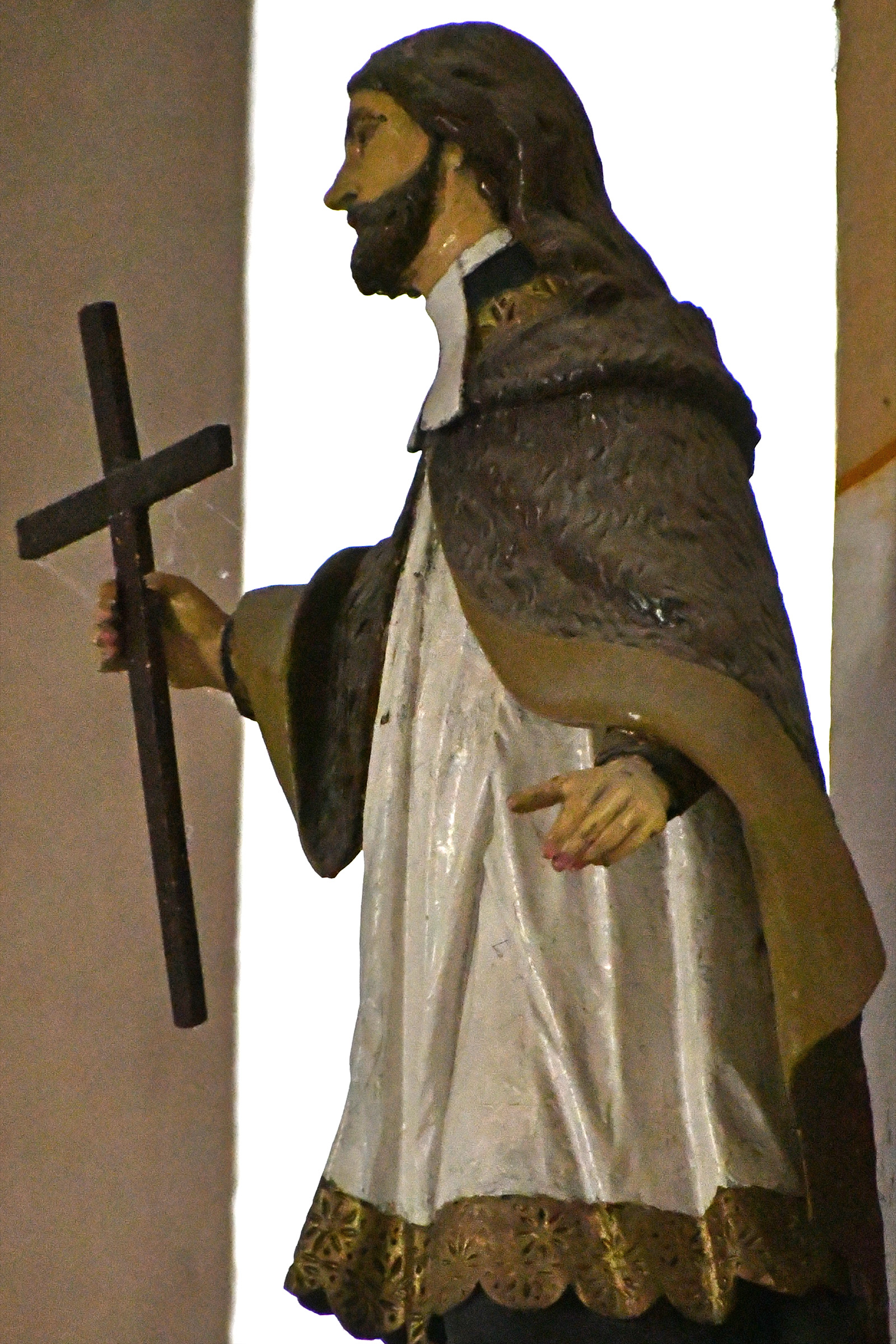
Sfântul Ioan Nepomuk
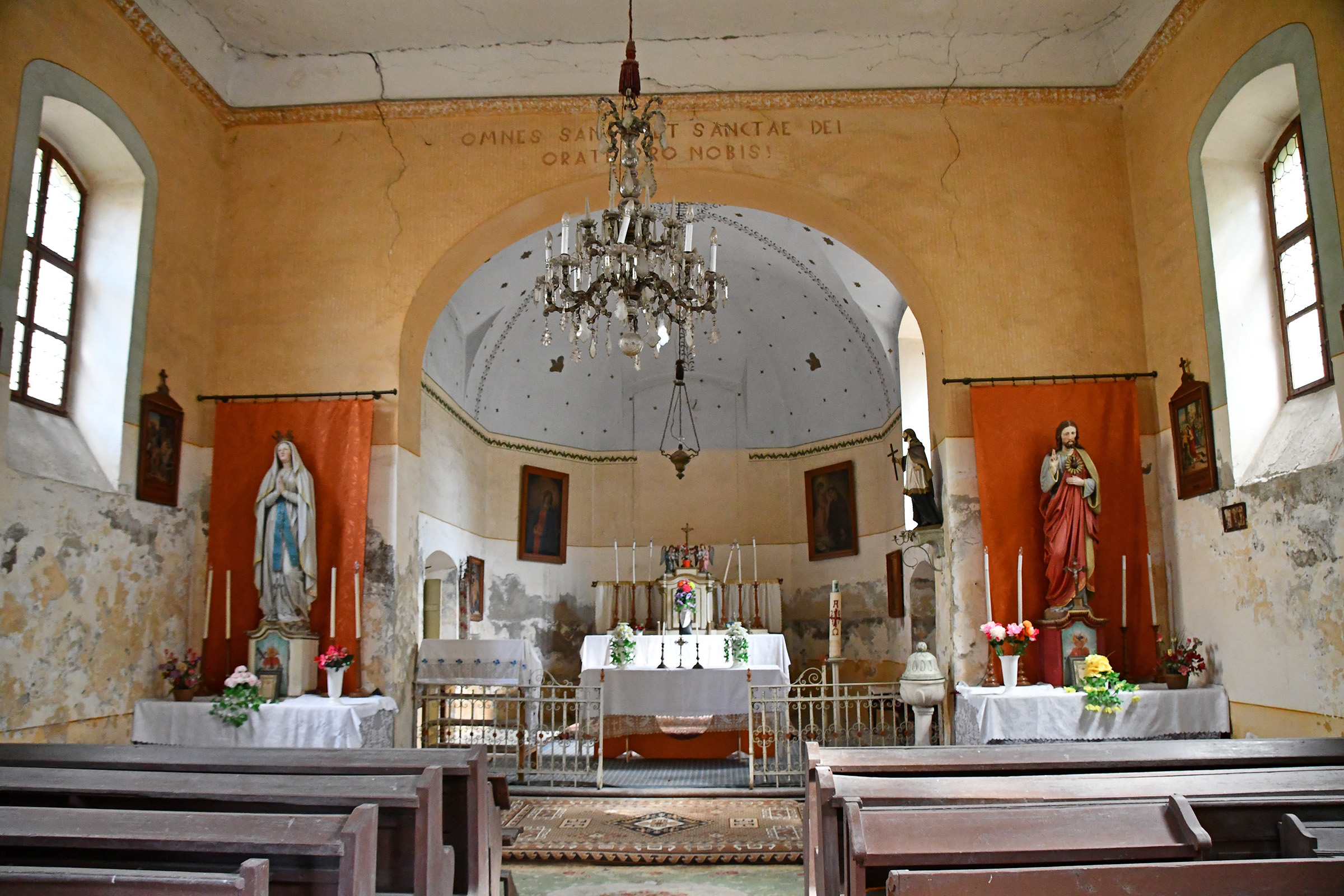